# Сурма, Матеуш
Матеуш Сурма (пол. Mateusz Surma, род. 03.09.1995, Польша) — польский игрок в го, обладатель профессионального 2 дана от Европейской федерации го.
Сурма родился в Польше в 1995 году. Когда ему было 6 лет, отец научил его играть в го. Вскоре он стал раз в неделю ходить в местный клуб го. В 2009 году, когда ему было 14 лет, Сурма первый раз отправился изучать го в Корею на 3 месяца. Позже он ездил туда ещё несколько раз и учился в школах Кингс падук тоджан, Ян Джэхо падук тоджан, Чхунам падук тоджан, в сумме он провёл там более двух лет. В 2015—2016 годах он изучал го в Китае в Академии им. Гэ Юйхуна, там он провёл 8 месяцев. В 2018 году Сурма женился.
В 2015 году Сурма с 4 победами занял первое место на втором квалификационном турнире Европейской федерации го и стал первым польским игроком — обладателем европейского профессионального дана (второе место занял россиянин Илья Шикшин). В 2019 он получил второй дан.
В 2006 году он стал чемпионом Европы среди игроков до 12 лет, в 2010 и 2011 — чемпионом среди игроков до 16 лет, в 2016, 2017 и 2019 годах занимал второе место на европейском чемпионате среди профессионалов. В 2020 году он завоевал золото на европейском гран-при.
Сурма написал 9 книг для начинающих игроков в го.
На 2021 год занимал 2-е место в российском рейтинг-листе.